# Euthyneura myrtilli
Euthyneura myrtilli is een vliegensoort uit de familie van de Hybotidae. De wetenschappelijke naam van de soort is voor het eerst geldig gepubliceerd in 1836 door Macquart.